# Григорук Володимир Васильович
Григору́к Володи́мир Васи́льович (27 листопада 1937, Стави, Кагарлицький район, Київська область, Україна) — радянський і казахстанський науковець українського походження, доктор економічних наук (1990), професор (1994). Член-кореспондент (1994) та академік Академії сільськогосподарських наук Казахстану, член-кореспондент (1996) та академік (2004) Національної академії наук Республіки Казахстан, іноземний член Національної академії аграрних наук України (2007).

## Життєпис
Народився 27 листопада 1937 року в селі Стави на Київщині. 1963 року закінчив Українську сільськогосподарську академію в місті Києві і того ж року виїхав до Казахської РСР.
Свою трудову кар'єру Володимир Григорук розпочав у колгоспі «Комаровський» Кокчетавської області на посаді рядового економіста. Однак вже 1967 року перейшов на роботу завідувачем відділу Целіноградського обласного управління сільського господарства, пропрацював там до 1969 року. Потім влаштувався на роботу до Казахського науково-дослідного інституту економіки й організації сільського господарства, де з 1969 по 1975 рік був директором Цілинного філіалу, з 1976 по 1987 очолював алматинський відділ цієї установи, а також був на посаді замісника директора з наукової частини.
З 1988 до 1991 року очолював управління Казахського державного агропромислового комітету, після чого зосередився на науковій роботі: у 1991—1996 роках (за іншим джерелом до 2001 року) обіймав посаду академіка-секретаря Відділу економіки Казахської сільськогосподарської академії, з 1996 року працював замісником начальника управління Центру аграрних досліджень Академії наук Казахстану. У 2002—2004 роках був на посаді проректора з наукової роботи і міжнародних зв'язків Казахського національного аграрного університету. З 2005 року і дотепер заступник з наукової роботи Казахського науково-дослідного інститут економіки агропромислового комплексу і розвитку сільських територій.

## Наукова діяльність
Протягом життя Володимир Григорук присвятив себе економічним дослідженням. Його наукова кар'єра почалась 1970 року. В 1972 році Володимир Григорук захистив дисертацію кандидата економічних наук на тему «Господарча рентабельність виробництва зерна в Целіноградській області» (1972), у 1990-му — докторську дисертацію на тему «Економічні проблеми інтенсивного використання сільськогосподарських земель».
Основні праці Володимира Григорука присвячені проблемам раціонального землекористування, питанням удосконалення земельних відносин, останні роботи — проблемам кліматичних змін і розвитку сільського господарства в Казахстані. У своїх наукових роботах Володимир Григорук робить акцент на економічному стимулюванні ефективного й екологічно чистого виробництва продукції, проведенні внутрішньогосподарського розрахунку тощо. Особливо вагомий внесок він зробив своїми методичними збірками про економічні відносини в агропромисловому комплексі в умовах переходу до ринкової економіки. Найбільш значущі з його наукових творів «Организация арендного подряда» (1987) і «Рекомендации по разгосударствлению и приватизации агропромышленного комплекса» (1993). Загалом протягом життя він здійснив 300 наукових публікацій, його перу належать 3 монографії.
Під керівництвом професора Григорука підготовлено 2 доктори і 18 кандидатів економічних наук. В різні періоди життя він входив до редакційних колегій низки провідних економічних журналів, а саме: «Вестник сельскохозяйственной науки Казахстану», «Исследования, результаты», «Проблемы агрорынка». Володимир Григорук також відомий активною участю в проектах реформування сільського господарства, як проводились під егідою міжнародних організацій. Серед них такі як «Євроконсалт» (Голландія, 1994), «Дослідження досвіду реформ у сільському господарстві Казахстану» (Всесвітній Банк, 1995), «Поглиблення економічних реформ у сільському господарстві Казахстану» (1996), «Вивчення сільськогосподарських реформ у сільськогосподарському секторі» (1996—1997), «Реконструкція і розвиток сільськогосподарських підприємств» (1997—1998).